# Aradellini
Aradellini – plemię pluskwiaków z rodziny zajadkowatych i podrodziny Holoptilinae.
Takson utworzyli w 1843 roku Petr Wolfgang Wygodzinsky i Robert Leslie Usinger.
Należą tu pluskwiaki o ciele, czułkach i odnóżach pokrytych gęstym, krótkim oszczeceniem. Długość szczecinek na danym członie czułka lub odnóża jest krótsza od jego średnicy. W przeciwieństwie do Holoptilini nie mają trichomów.
Owady te są endemitami Australii. Grupuje się je w dwóch rodzajach:
- Aradelloides Malipatil, 1983
- Aradellus Westwood, 1874